# Tuomo Ruutu
Tuomo Iisakki Ruutu, född 16 februari 1983 i Vanda, Finland, är en finländsk professionell ishockeyspelare som spelar för New Jersey Devils i NHL. Han listades som 9:e spelare totalt i NHL-Draften 2001 av Chicago Blackhawks
Tuomo Ruutu har tidigare spelat i bland annat HIFK (Helsingfors Idrottsförening Kamraterna), Jokerit, Chicago Blackhawks och Carolina Hurricanes. Han var med i det finska landslag som kom tvåa i World Cup 2004 och det som vann VM 2011. 
Tuomo har två äldre bröder, Jarkko Ruutu och Mikko Ruutu, som båda spelar ishockey. Kusinen Raul Ruutu är basist i Sunrise Avenue.